# Tom Saller

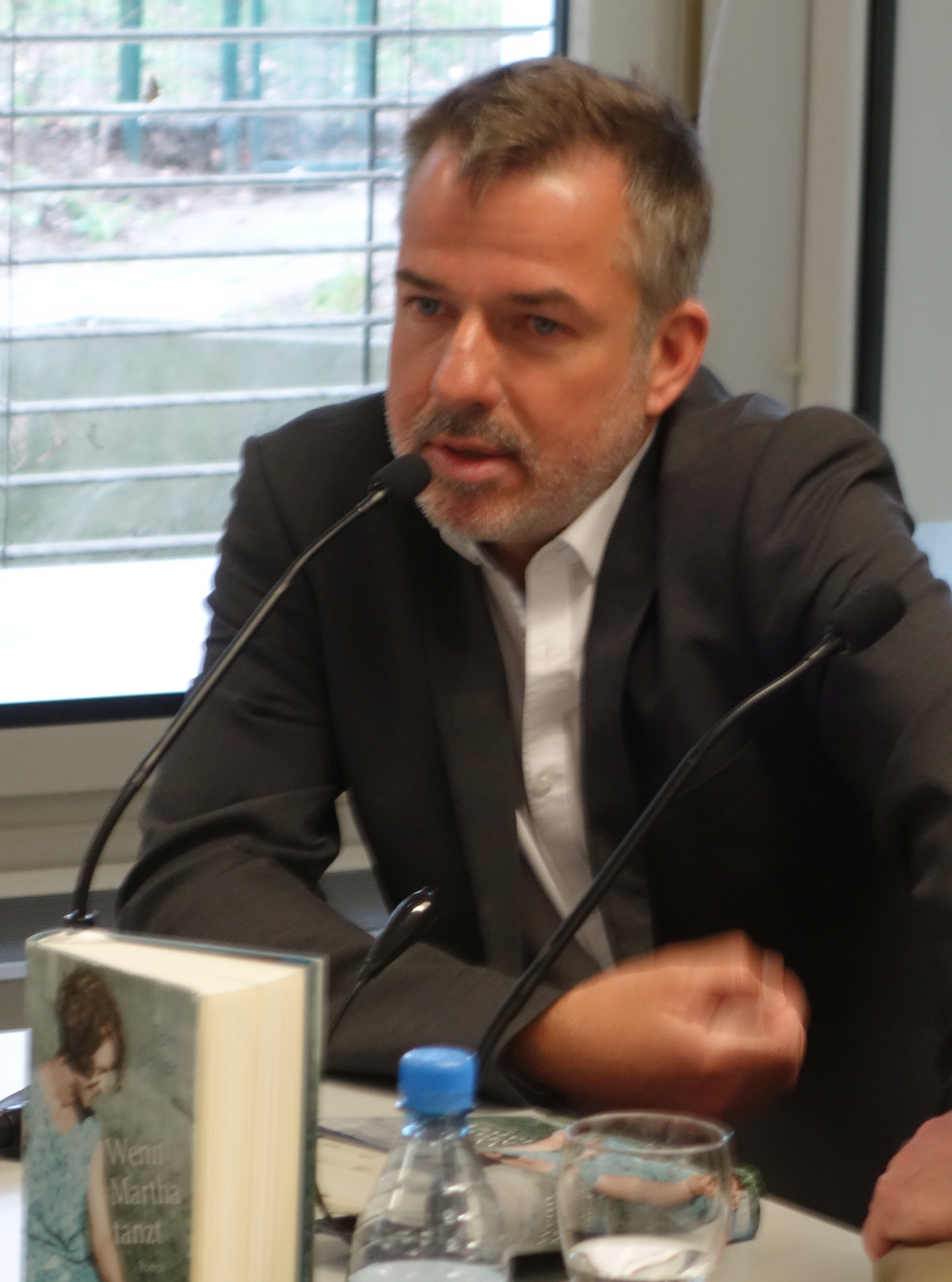
Tom Saller (2019)

Tom Saller, eigentlich Thomas Saller (* 1967), ist ein deutscher Schriftsteller.

## Schriftstellerische Tätigkeit
2018 erschien sein Debütroman Wenn Martha tanzt, der umgehend ein Bestseller wurde. Es folgten die Bücher Ein neues Blau und Julius oder die Schönheit des Spiels, das vom Leben des „Tennisbarons“ Gottfried von Cramm inspiriert wurde.

## Leben
Nach dem Abitur am örtlichen St. Angela Gymnasium studierte er in Köln Humanmedizin. Er promovierte 1994 über die Rezeptionsgeschichte Alfred Adlers. Anschließend arbeitete er als Arzt in der Stiftung Tannenhof in Remscheid-Lüttringhausen 2001 ließ er sich als Psychotherapeut nieder. Saller lebt und arbeitet als Psychiater und Psychotherapeut in Wipperfürth. Saller ist verheiratet und hat zwei Söhne.

## Werke
- Wenn Martha tanzt. Ullstein, Berlin 2018, ISBN 978-3-471-35167-3.

Französisch: La danse de Martha. Charleston, Paris 2020, ISBN 978-2-36812-528-1.
- Ein neues Blau. Ullstein, Berlin 2019, ISBN 978-3-471-36004-0.
- Julius oder die Schönheit des Spiels. Ullstein, Berlin 2021, ISBN 978-3-471-36042-2.
- Ich bin Anna. Kanon Verlag, Berlin 2024, ISBN 978-3-98568-103-7[12]